# Batanga (Zimtenga)
Pour les articles homonymes, voir Batanga.
Batanga est une commune rurale située dans le département de Zimtenga, dans la province de Bam, dans la région Centre-Nord au Burkina Faso. En 2006, la ville comptait 852 habitants dont 53 % de femmes.